# Kostel svatého Vavřince (Vizovice)
Kostel svatého Vavřince je děkanský a farní římskokatolický chrám ve Vizovicích jižně od centra města poblíž zámku. Zámek stojí na místě bývalého kláštera, jehož součástí byl i kostel, historie se datuje od počátku 13. století. Kostel byl přestavěn koncem 18. století, zachována byla původní věž z roku 1495. V 19. století byl kostel povýšen na děkanský a spadá pod něj 13 farností. Z řad vizovických farářů a děkanů pochází několik významných osobností, například olomoucký arcibiskup Jan Graubner. Od roku 1958 je kostel chráněn jako kulturní památka.

## Historie

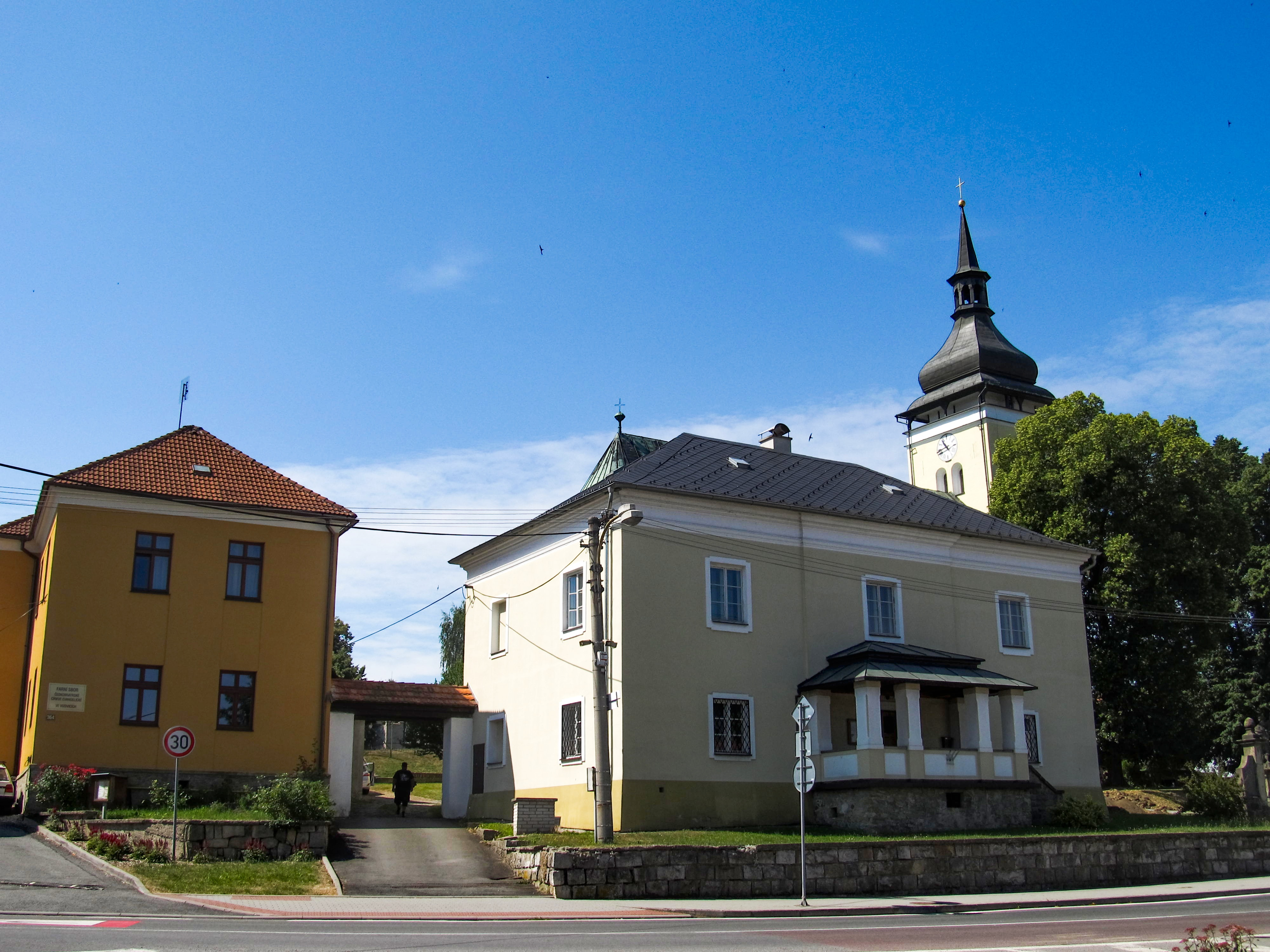
Fara a věž kostela sv. Vavřince

Farnost ve Vizovicích se připomíná již v roce 1200 a již tehdy zde stál kostel, pravděpodobně dřevěný. Většího významu nabyly Vizovice po roce 1261, kdy byl založen cisterciácký klášter, poté také došlo k rozšíření kostela. Klášter se stal významným hospodářským centrem regionu, v roce 1314 byl vypleněn Matúšem Čákem Trenčanským, další škody utrpěl za husitských válek, tehdy ale zůstal ušetřen kostel. V roce 1495 vybudoval nový kostel Jan Boček z Kunštátu, z této přestavby je dodnes v původní podobě dochována věž, tehdy se také poprvé připomíná zasvěcení svatému Vavřinci. Podle vyznání majitelů panství se měnilo i využití kostela, na přelomu 16. a 17. století došlo ke sporům mezi katolíky a evangelíky. Emerich Dóczy, majitel Vizovic od roku 1594, nejprve povolil užívání kostela současně katolíkům a evangelíkům, ale nakonec se vzdal patronátního práva nad kostelem. Náboženské spory spolu s převahou protestantů vedly k tomu, že měšťané z kostela odnesli ornáty a bohoslužebné náčiní. Konflikt na farnosti Vizovice řešil i olomoucký biskup kardinál Ditrichštejn a císař Rudolf II.
Ve druhé polovině 18. století byl stav kostela kritický a při návštěvnosti během nedělních a svátečních mší byla ohrožena statika stavby. Po získání finančních prostředků a s podporou tehdejších majitelů hrabat Blümegenů byl starý kostel zbořen a v roce 1792 položen základní kámen nového kostela. Kostel vedle původní věže z konce 15. století byl postaven v letech 1793–1795 a v roce 1802 vysvěcen olomouckým světícím biskupem Aloisem Josefem Kolovratem. Kostel však zůstal několik desetiletí prázdný, o jeho vybavení a vnitřní výzdobu se zasloužil až farář Jan Bartoš, který spravoval vizovickou farnost a později děkanát v letech 1864–1899. V roce 1928 byl kostel elektrifikován, v letech 1932 a 1933 byly pořízeny nové zvony Svatý Vavřinec, Maria a Václav. V době první republiky a druhé světové války byl farářem Antonín Vysloužil, který v letech 1925–1928 zastával i funkci starosty. Jako správce farnosti a starosta města uvítal v roce 1928 ve Vizovicích prezidenta Masaryka. V letech 1982–1990 byl farářem ve Vizovicích Jan Graubner, pozdější olomoucký arcibiskup.

## Popis

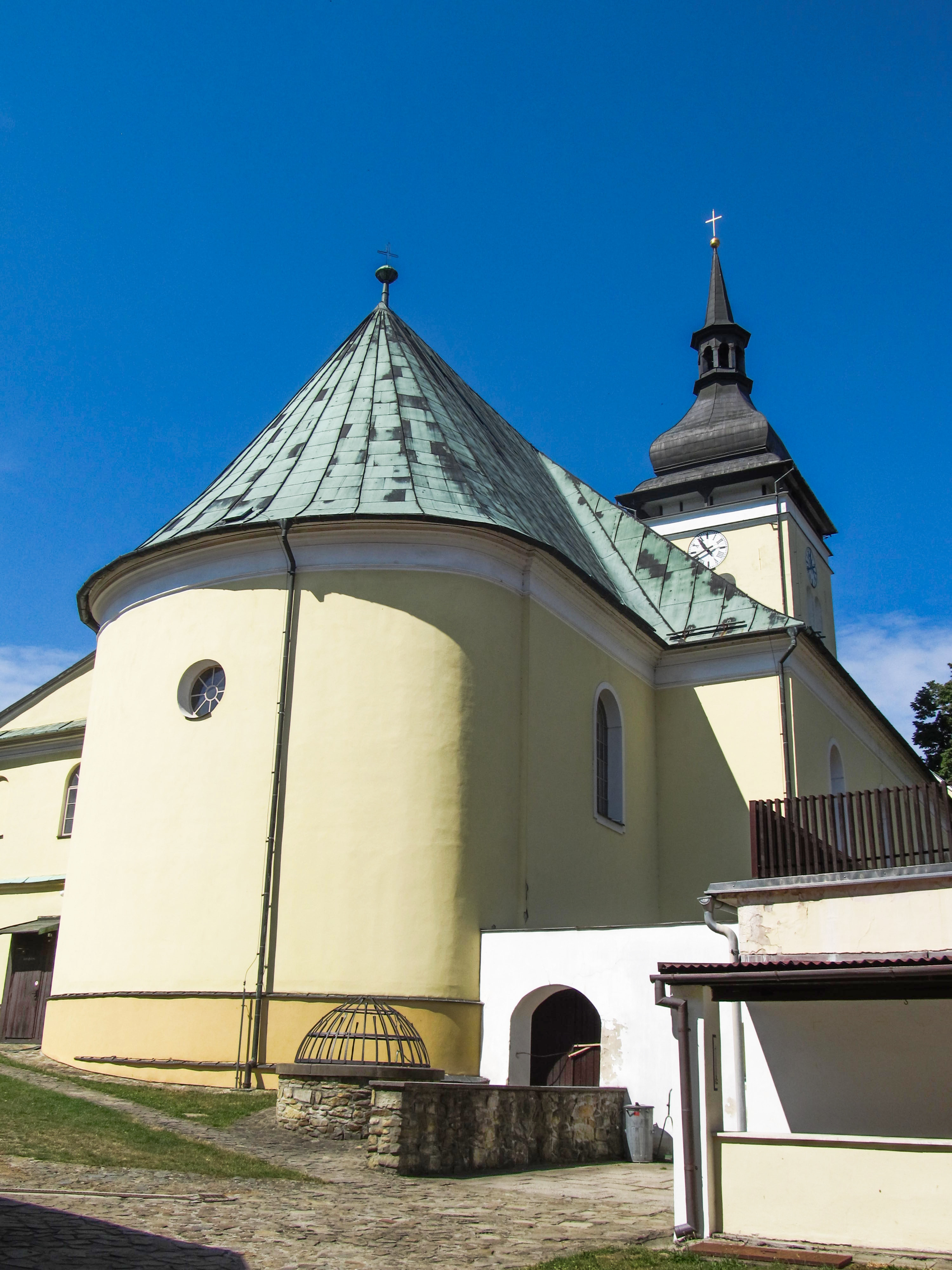
Presbytář kostela sv. Vavřince

Kostel svatého Vavřince je trojlodní stavba zakončená půlkruhovým presbytářem. Délka kostela je 40 metrů, šířka chrámové lodi je 17 metrů, kostelní věž má výšku 36 metrů. Strohá architektura i vnitřní výzdoba interiérů odpovídá době vzniku na konci 18. století, která po josefínských reformách a omezování vlivu katolické církve nepřála honosným stavbám. Výzdoba kostela pochází převážně až z doby pátera Jana Bartoše, který byl vizovickým farářem v letech 1864–1899. Zasloužil se o malířskou a sochařskou výzdobu v čele s obrazem sv. Vavřince na hlavním oltáři. Do té doby byl patron kostela vymalován na zdi, Jan Bartoš zakoupil oltářní obraz na výstavě v Paříži v roce 1868. Z doby působení Jana Bartoše pochází také výmalba dvaceti výjevů ze Starého a Nového Zákona na stěnách pavlačí. Pavlače se zábradlím patří ke zvláštnostem kostela a vznikly v roce 1800 krátce před jeho vysvěcením. Varhany z roku 1940 dodala firma Rieger.
Kostel je přístupný o pravidelných bohoslužbách od čtvrtka do pondělí, dále pak v rámci Noci kostelů nebo příležitostně při koncertech. Od roku 1958 je kostel zapsán na seznamu kulturních památek. V rámci areálu kostela spadají pod památkovou ochranu také dva pilíře bývalé brány a sochy sv. Floriána a sv. Jana Nepomuckého.

## Osobnosti spojené s kostelem svatého Vavřince

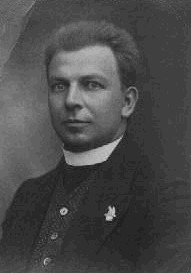
Antonín Vysloužil (1890–1945), farář a starosta ve Vizovicích

- Jan Bartoš (1829–1899), farář ve Vizovicích 1864–1899
- Antonín Vysloužil (1890–1945), farář ve Vizovicích 1923–1945, starosta Vizovic 1925–1928
- Jan Graubner (* 1948), farář ve Vizovicích 1982–1990, arcibiskup olomoucký od 1992
- Jan Kutáč (1942–2012), farář ve Vizovicích 2006–2012, sekretář olomouckého arcibiskupa, papežský kaplan
- Antonín Basler (* 1956), farář ve Vizovicích 1990–1999, děkan olomoucké metropolitní kapituly od 2018